# Porvoo

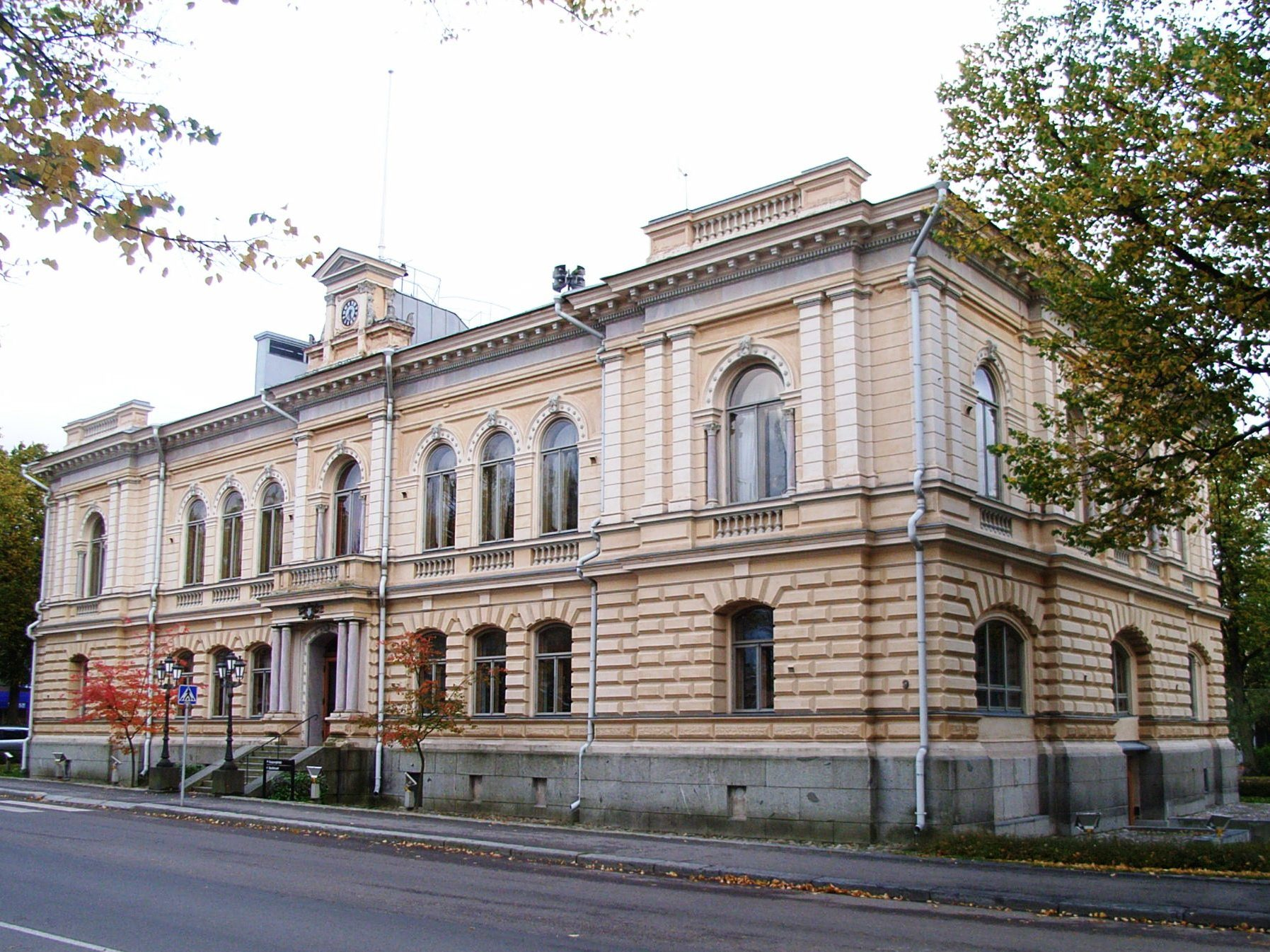
Radnice

Porvoo (ˈporʋoː, švédsky Borgå) je finské město a přístav na pobřeží Finského zálivu. Leží asi 50 km na východ od Helsinek. Žije v něm asi 49 708 lidí. Porvoo je sídlem švédsky mluvící diecéze.
Město je známé svými starými dřevěnými domky a přístavními sklady, které jsou navrženy na zapsání do seznamu kulturního světového dědictví UNESCO.

## Název
Název města vznikl podle pevnosti nedaleko řeky Porvoo, která městem protéká. Švédsky borg znamená hrad a å řeka.

## Historie
Město je jedním ze šesti středověkých finských měst. Bylo založeno roku 1346. Katedrála byla postavena v letech 1414–1418, její nejstarší části jsou však datovány již ke 13. století. Vyhořela 29. května 2006 po útoku žháře.
Když Švédsko ztratilo ve prospěch Ruska roku 1721 město Vyborg, muselo se biskupství přesunout do Porvoo, které v té době bylo druhým největším městem ve Finsku. Roku 1809 zde byl ustanoven Finský sněm a car Alexandr I. potvrdil novou finskou ústavu a postavení Finska v ruské říši jako autonomního velkovévodství.

## Části obce
Porvoo má 15 městských částí. K obci také patří několik desítek vesnic.

### Suomenkylä
Suomenkylä je vesnice severně od centra Porvoo na břehu řeky Porvoo. V Suomenkylä stojí stará škola z roku 1898 založená spisovatelem Linnankoskim. Ve vesnici jsou také dvě pohřebiště z doby bronzové.

### Kilpilahti
Kilpilahti je vesnice asi 15 km západně od centra Porvoo na pobřeží. Je zde ropný přístav a zóna s petrochemickým průmyslem.

## Zajímavosti
Porvoo je jediným finským místem, po kterém jsou pojmenovány hned dva astronomické objekty. Prvním je planetka 1757 Porvoo o průměru 9,8 km a druhým je kráter na jižní polokouli Marsu.

## Známé osobnosti
- Johan Ludvig Runeberg (1804–1877), finsko-švédský básník
- Georg Magnus Sprengtporten (1740–1819), švédský, finský a ruský politik, první generální guvernér Finského velkoknížectví
- Albert Edelfelt (1854–1905), malíř
- Ville Vallgren (1855–1940) , sochař
- Vladimir Kirillovič Romanov (1917–1992), ruský velkovévoda
- Sami Hyypiä (* 1973), fotbalista

## Partnerská města
- Dalvík, Island
- Dinkelsbühl, Bavorsko, Německo
- Hamar, Norsko
- Hancock, Michigan, USA
- Kamien Pomorski, Polsko
- Lund, Švédsko
- Tyresö, Švédsko
- Ventspils, Lotyšsko
- Viborg, Dánsko
- Viimsi, Estonsko
- Viljandi, Estonsko

## Galerie

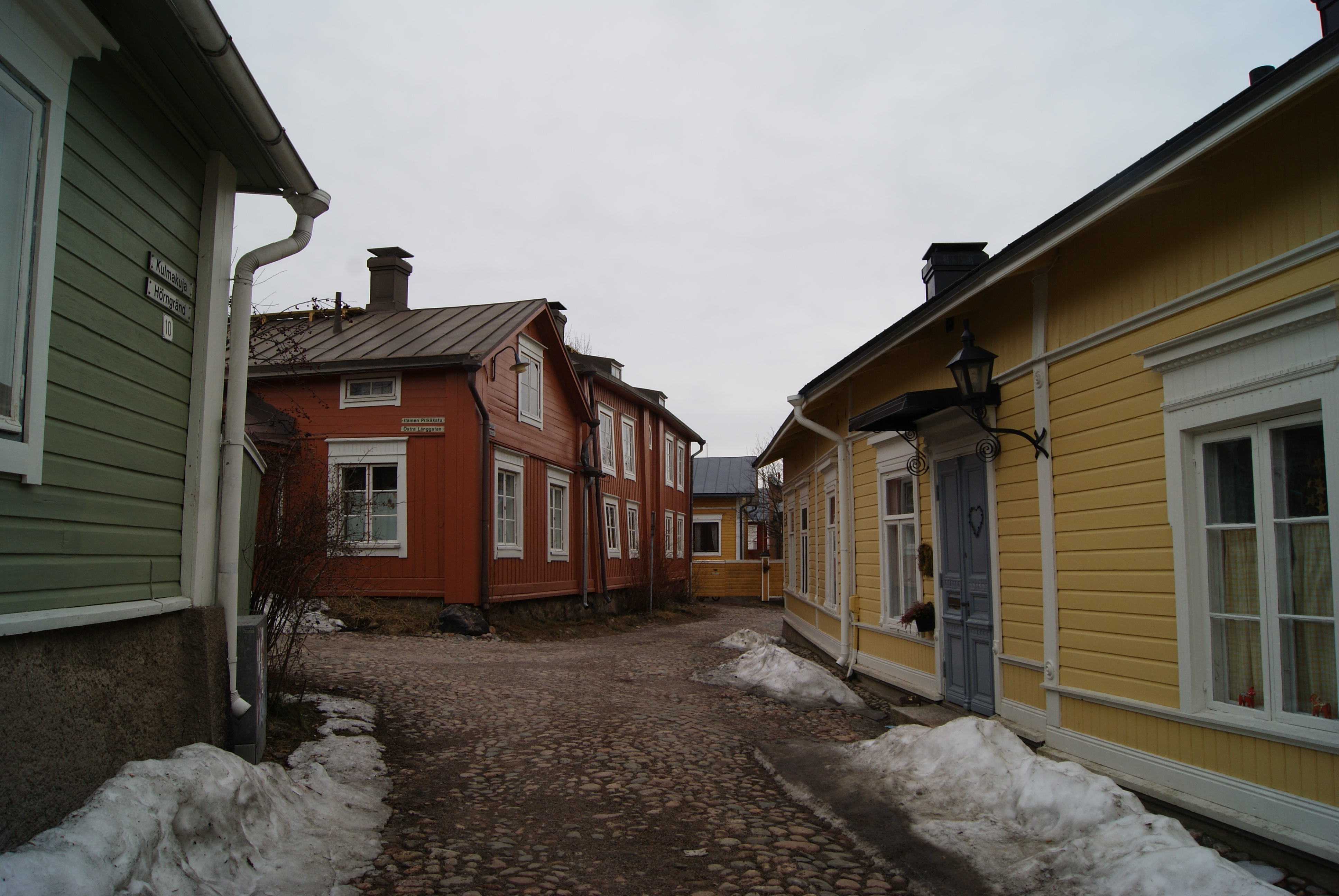
Středověká ulička
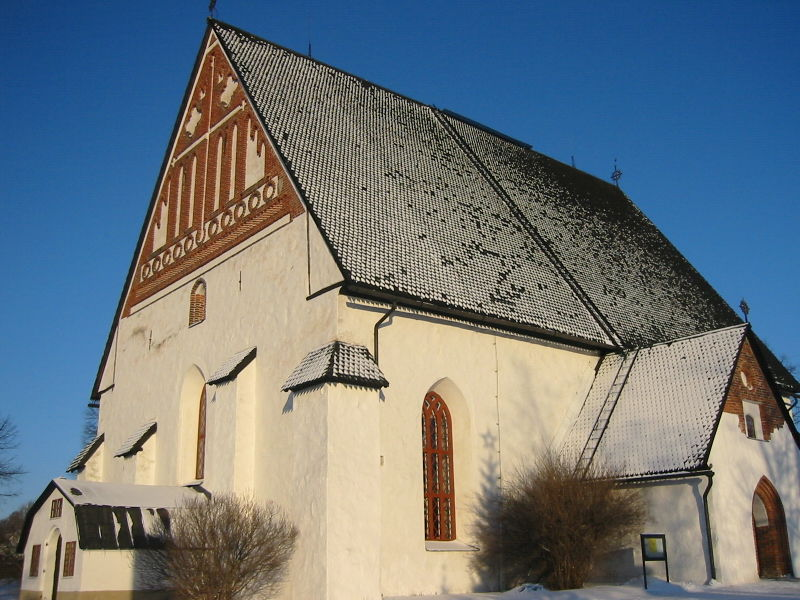
Katedrála v Porvoo
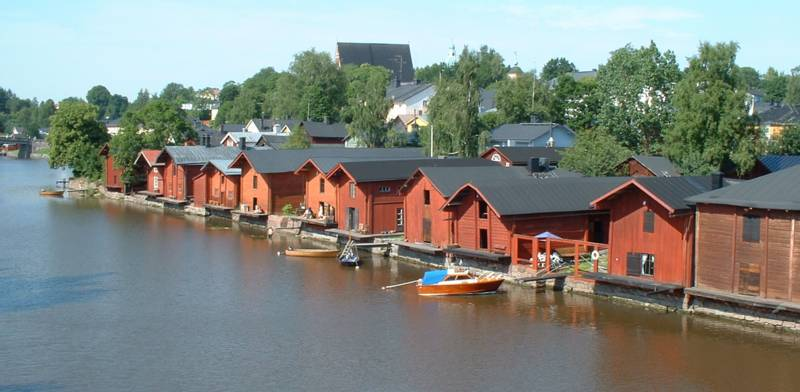
Porvoo
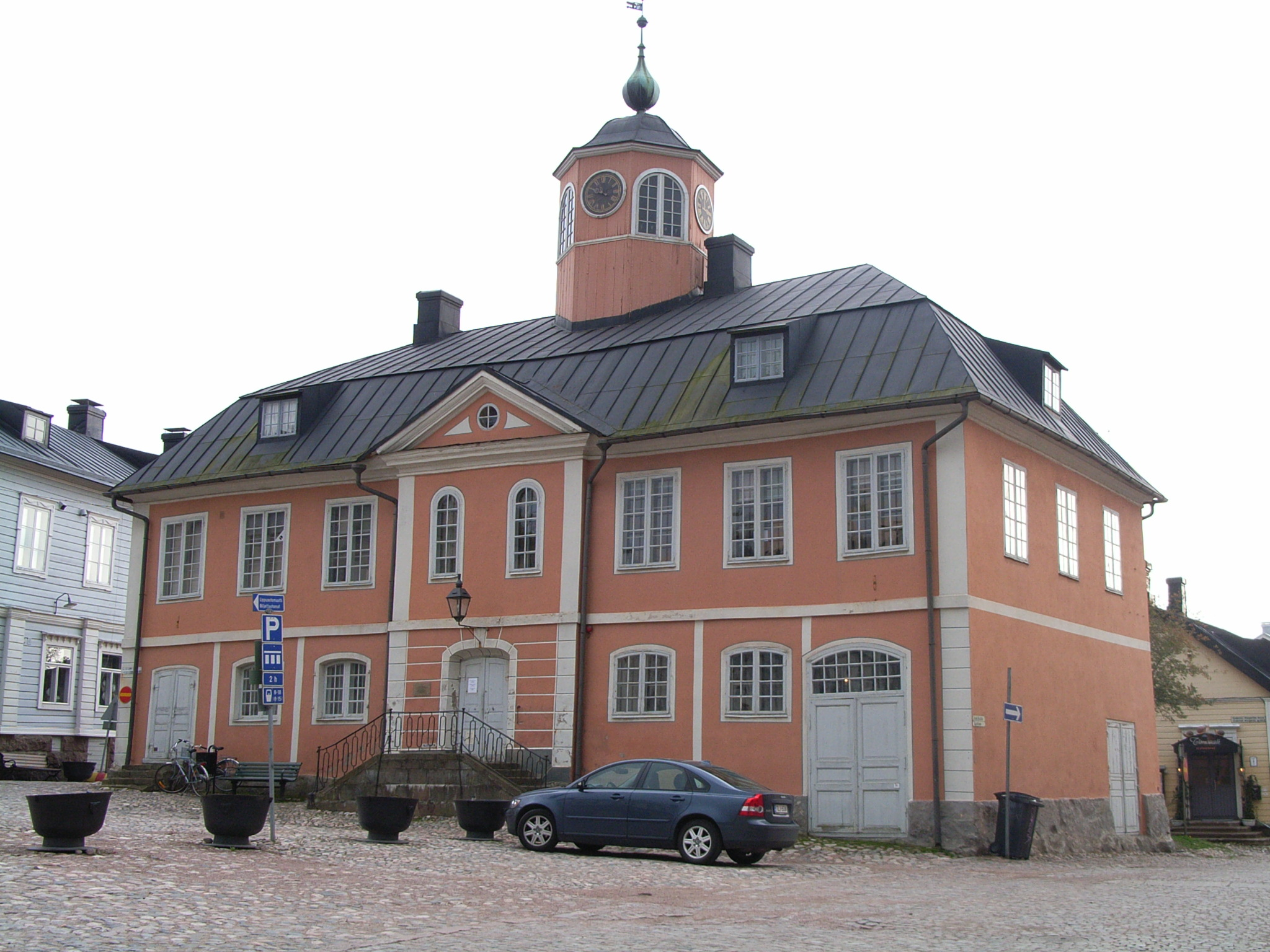
Nová radnice